# Helena Paz Garro
Laura Helena Paz Garro (Ciudad de México, 12 de diciembre de 1939-Cuernavaca, 30 de marzo de 2014) fue una escritora y poeta mexicana, hija de los escritores Octavio Paz y Elena Garro.

## Biografía
Helena Paz nació en la Ciudad de México el 12 de diciembre de 1939.
En las décadas de 1950 y 1960, convivió con miembros de la alta sociedad como los duques de Luynes, en París, intelectuales y literatos europeos, diplomáticos como el estadounidense de origen sueco Orlin Ekström, su esposa y el hijo de ambos Arne "Niki" Ekström, el diseñador de moda Christian Dior, e integrantes de la farándula como Arabella Árbenz.
Realizó sus estudios básicos en Francia y Suiza. Conoció Austria, España, Nueva York y Japón. Desde mediados de 1952 hasta enero de 1953 acompañó a sus padres en Tokio, Japón, donde Octavio Paz trabajaba en la Embajada mexicana. En 1954 regresaron a México, donde Helena estudió antropología de 1963 a 1970.
Conoció al escritor y filósofo alemán Ernst Jünger, quien le elogió su poesía en francés y le prologó su libro de poesía Ónix; al escritor argentino Adolfo Bioy Casares, así como al cineasta mexicano Archibaldo Burns. En sus cartas a Jünger demuestra admiración por la Wehrmacht, antisemitismo, y racismo hacia los mexicanos.
La autora de La rueda de la fortuna se quejó en una de sus cartas a Jünger en el sentido de que su trabajo en una dependencia del gobierno federal mexicano –empleo que su padre le consiguió–, tenía que desempeñarlo entre "desagradables indios burócratas". Estos "indios" no eran literalmente indígenas, sino mestizos mexicanos.

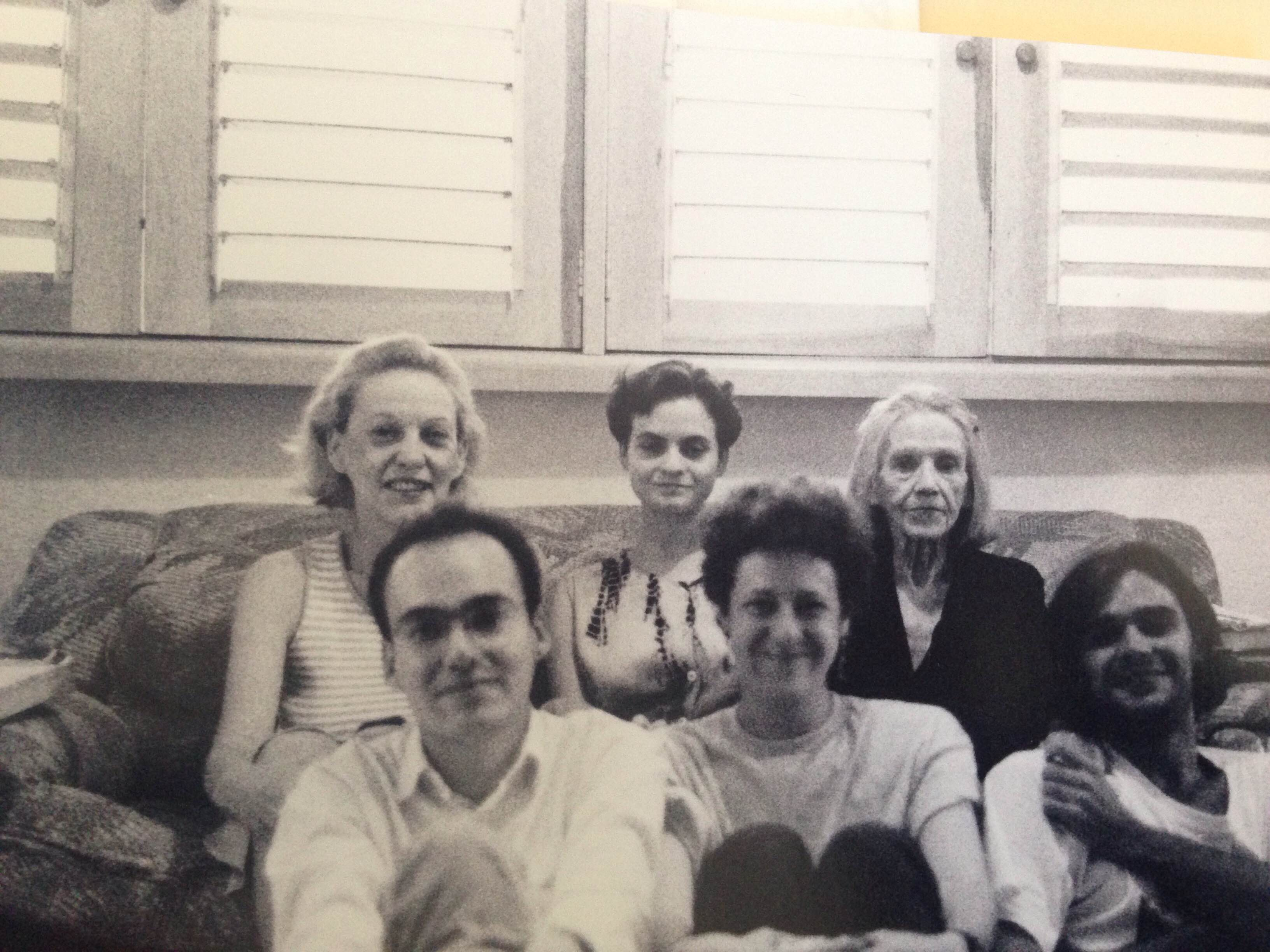
Elena Garro (derecha) y Helena Paz Garro, durante la filmación del documental La cuarta casa, un retrato de Elena Garro, de José Antonio Cordero "Pepe Lamb" (Cuernavaca, Morelos).

### Exilio y regreso
Luego de que Elena Garro y su hija Helena Paz se exiliaron en 1968 a España y posteriormente a Francia, acusadas en los medios de comunicación por periodistas e intelectuales mexicanos afines al presidente Gustavo Díaz Ordaz de participar en la organización del movimiento estudiantil de 1968, regresaron de París, por la vía aérea, el 10 de junio de 1993.
Después de la muerte de Octavio Paz Lozano, la artista plástica francesa Marie José Tramini les prestó un modesto departamento en Cuernavaca.
Helena Paz Garro colaboró en los periódicos diarios ABC, Excélsior y Unomásuno, así como en las revistas Por qué, El Rehilete, Revista de la Universidad de México, y Sucesos.

### Muerte
Falleció en la pobreza, en Cuernavaca, Morelos, el 30 de marzo de 2014, un día antes de que su padre hubiese cumplido 100 años.

## Algunas de sus obras
- Ónix (poesía), 1990.
- Memorias, Editorial Océano de México, 2003.
- La rueda de la fortuna (poesía), Fondo de Cultura Económica, 2007.[18]

### Libro acerca de Helena Paz
Elsa Margarita Schwarz Gasque y María del Carmen Vázquez Martínez compilaron y ordenaron las cartas que la escritora dirigió a Ernst Jünger y las respuestas de este en breves notas y tarjetas postales, en el libro Helena. La soledad en el laberinto, Ediciones del Lirio / Benemérita Universidad Autónoma de Puebla, 2020.
Durante la presentación del epistolario citado, Olivia Teroba consideró que los padres de Helena, "obsesionados con sus propias obras, nunca apoyaron sus creaciones", y hubo una "negativa de Garro y [Octavio] Paz de apoyar las metas literarias de su hija".